# Járgányos malom
A járgányos malom az állati erővel hajtott szárazmalmok egyik (gyakoribb) fajtája. Járgánynak hívják azt a szerkezetet, mely az állati erővel való hajtást szolgáltatja. Ez függőleges tengelyre (ezt bálványnak hívták) erősített küllőkből áll, ehhez fognak be két vagy több igavonó állatot (szamárt, ökröt, bivalyt, Magyarországon leggyakrabban lovat). Az állatok lassan körbe hajtva forgatják a tengelyt, mely egy nagy átmérőjű, általában fából készült pálcás fogaskerékpáron és esetleg további gyorsító áttételen keresztül hajtja a malmot. A nagy fogaskerék (keringő) 370-420 fából készült foggal rendelkezett, a gyorsítás általában nyolcszoros volt.
A hazai járgányos malmokban egy, két vagy három kőjárat (malomkő-pár) volt egyidejűleg üzemben. A járgány nagy helyigénye miatt külön kerek épületet kapott, az un. keringősátort, ehhez csatlakozott a malomház, ahol a sokkal kisebb méretű gépészeti berendezések voltak elhelyezve. Volt olyan malom, ahol olajütő is tartozott az együtteshez.
A szárazmalom járgánya többféle elrendezésben is készült:
- A középhajtós malomnál a nagyfogaskerék koszorúja a küllőkre támaszkodik, a lovakat átléptetik a nagykeréken és a nagykeréken belül fogják be a küllőkhöz. Ilyen volt a legtöbb magyar malom, a vámosoroszi is.
- A felülhajtós malomban a nagykerék alatt járnak a lovak, külön huzatórudakhoz fogják be.
- Az alulhajtós malomnál az állatok a nagykeréken kívül járnak.

## A malom üzeme
A malomba párosával fogták be az állatokat, általában kettőt egyszerre. A lovak 3 órát őröltek egy-egy alkalommal, de 1½ óránként megállították őket pihenni. A korabeli visszaemlékezések szerint az állatokat igen elgyötörte a reménytelen robotolás, de jól táplált erős lovak könnyen végeztek az őrléssel. A lovakat vagy az hozta, aki gabonáját akarta őrletni, vagy a molnár adta, ez utóbbi esetben többlet vámot szedett. Úgy tartották, hogy a legjobb minőségű lisztet a vízimalmok után a szárazmalmok adták, de ennek az volt a feltétele, hogy a lovak egyenletesen húzzanak.

## Története
Szárazmalmokat már az ókortól kezdve építettek, erről írásos emlékek és régészeti leletek is tanúskodnak. Magyarországon a 15. századtól kezdve több dokumentum említi, és az adatokból kitűnik, hogy elterjedtek lehettek különösen olyan vidékeken, ahol a víz energiáját a természeti adottságok híján nem lehetett hasznosítani. Gyakran építettek szárazmalmokat várakba, ahol jó szolgálatot tett ostrom idején, amikor a védők el voltak zárva a vízimalmoktól vagy szélmalmoktól. A gőzmalmok elterjedésével szerepük veszített jelentőségéből, először darálásra, köleshántolásra állították át, majd sorban leállították a szárazmalmokat. Ma már csak technikatörténeti és néprajzi jelentőségük van.

## Vámosoroszi malom aszentendrei skanzenben

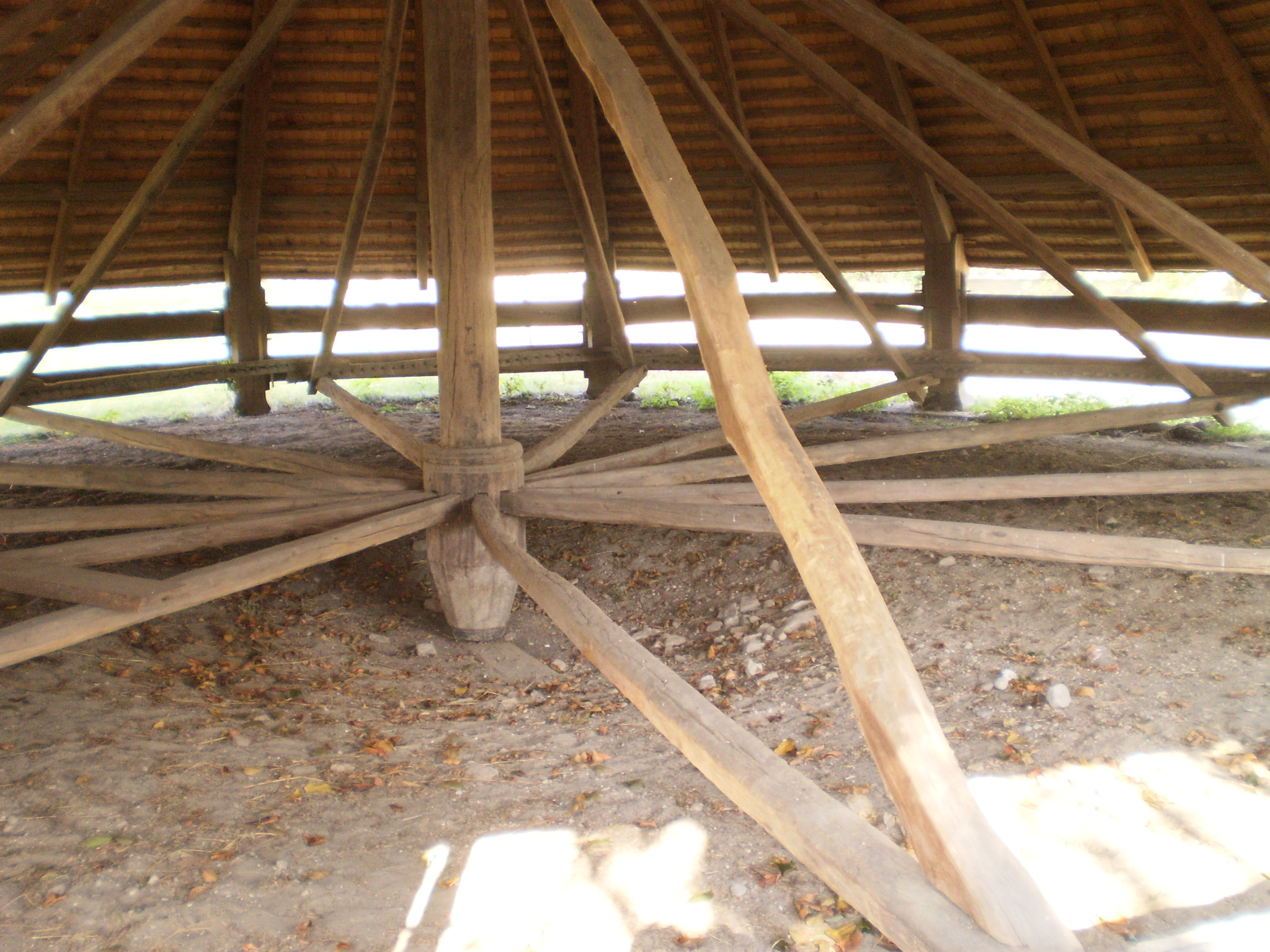
A járgány
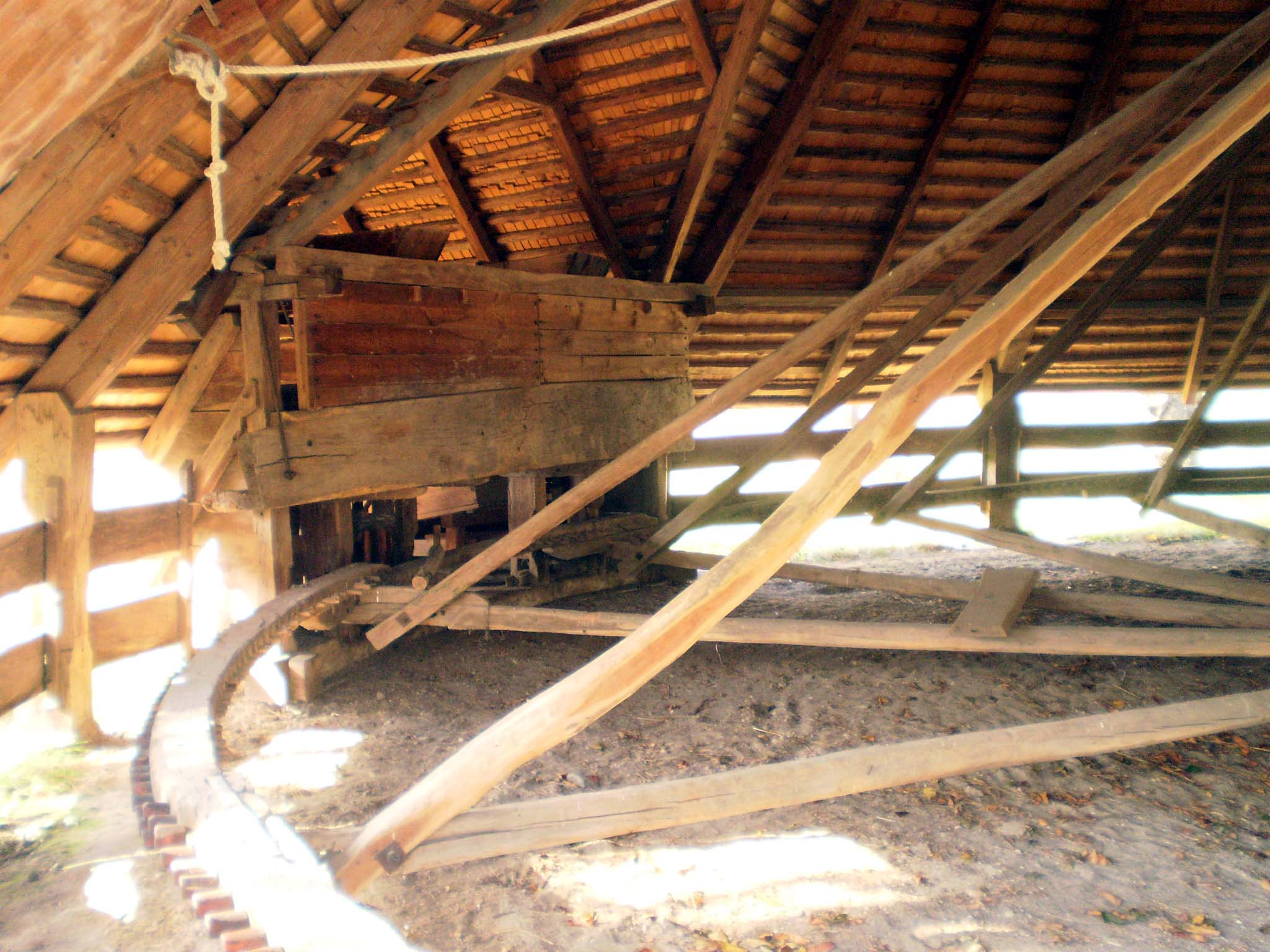
A malom szerkezete
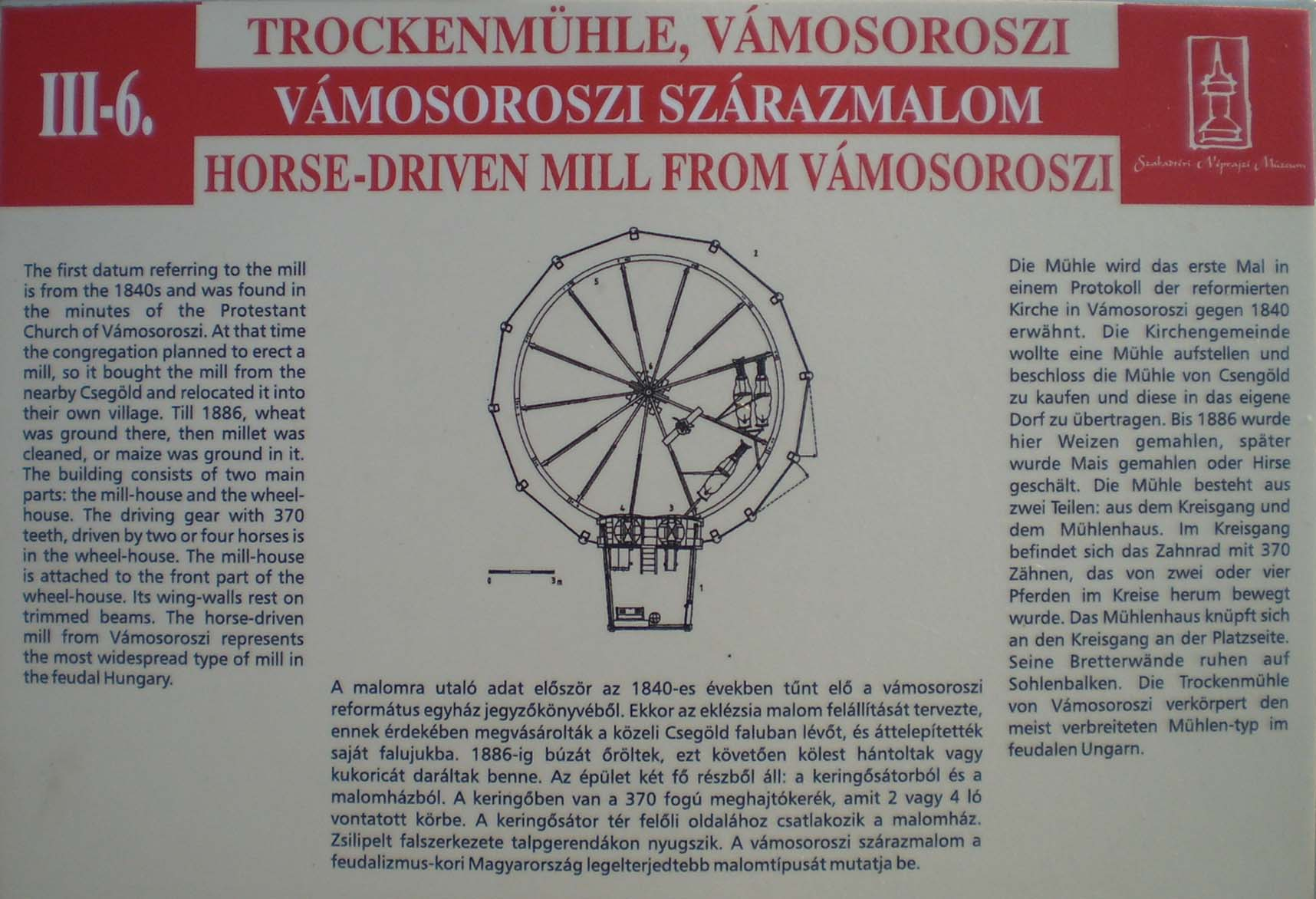
Alaprajz és leírás
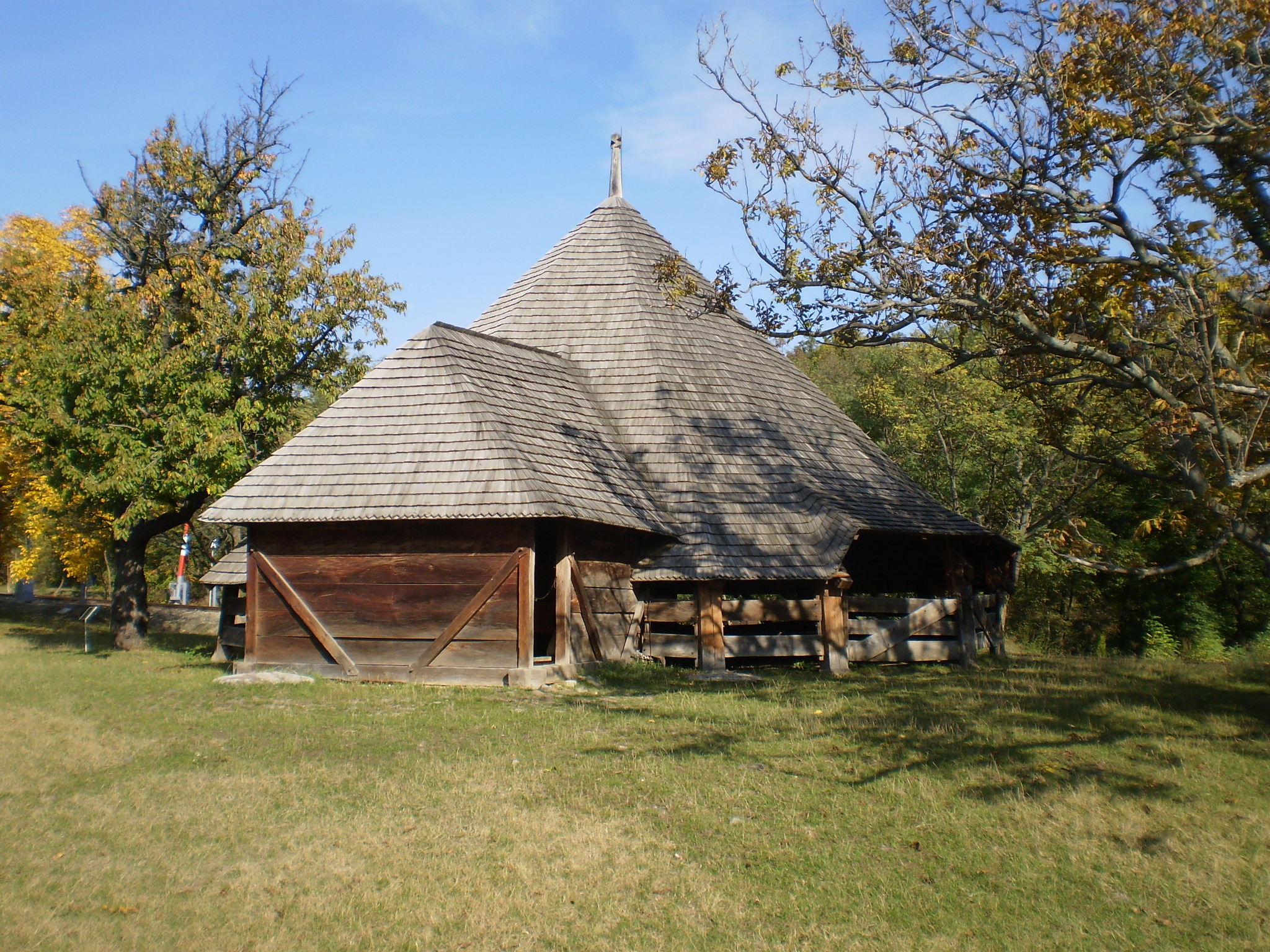
A malomépület